# 韋恩鎮區 (內布拉斯加州卡斯特縣)
韋恩鎮區（英語：Wayne Township）是位於美國內布拉斯加州卡斯特縣的一個行政鎮區。

## 地方資料
韋恩鎮區的面積為209.17平方千米，皆為陸地。根據2020年美國人口普查的數據，當地共有人口117人，而人口密度為每平方千米0.56人。